# Pillendraaiers
Pillendraaiers (Scarabaeinae) zijn een onderfamilie van kevers uit de familie van de bladsprietkevers (Scarabaeidae).

## Taxonomie
De volgende taxa zijn bij de onderfamilie ingedeeld:
- Geslachtengroep Ateuchini
  - Geslacht Bdelyropsis Pereira, Vulcano & Martínez, 1960
  - Geslacht Bdelyrus Harold, 1869
  - Geslacht Coptorhina Hope, 1830
  - Geslacht Delopleurus Erichson, 1847
  - Geslacht Demarziella Balthasar, 1961
  - Geslacht  † Lobateuchus Montreuil et al., 2010[2]
  - Geslacht Onychothecus Boucomont, 1912
  - Geslacht Paraphytus Harold, 1877
  - Geslacht Pedaria Laporte, 1832
  - Geslacht Pleronyx Lansberge, 1874
  - Geslacht Pseuduroxys Balthasar, 1938
  - Geslacht Sarophorus Erichson, 1847
  - Geslacht Uroxys Westwood, 1842
  - Ondergeslachtengroep Ateuchina
    - Geslacht Ateuchus Weber, 1801
    - Geslacht Deltorhinum Harold, 1867
    - Geslacht Lobidion Genier, 2010[3]
    - Geslacht Sinapisoma Boucomont, 1928

  - Ondergeslachtengroep Scatimina
    - Geslacht Besourenga Vaz-de-Mello, 2008[4]
    - Geslacht Bradypodidium Vaz-de-Mello, 2008[4]
    - Geslacht Degallieridium Vaz-de-Mello, 2008[4]
    - Geslacht Eutrichillum Martínez, 1969
    - Geslacht Feeridium Vaz-de-Mello, 2008[4]
    - Geslacht Genieridium Vaz-de-Mello, 2008[4]
    - Geslacht Leotrichillum Vaz-de-Mello, 2008[4]
    - Geslacht Martinezidium Vaz-de-Mello, 2008[4]
    - Geslacht Nunoidium Vaz-de-Mello, 2008[4]
    - Geslacht Onoreidium Vaz-de-Mello, 2008[4]
    - Geslacht Pedaridium Harold, 1868
    - Geslacht Pereiraidium Vaz-de-Mello, 2008[4]
    - Geslacht Scatimus Erichson, 1847
    - Geslacht Scatrichus Génier & Kohlmann, 2003
    - Geslacht Silvinha Vaz-de-Mello, 2008[4]
    - Geslacht Trichillidium Vaz-de-Mello, 2008[4]
    - Geslacht Trichillum Harold, 1868
- Geslachtengroep Coprini Kolbe, 1805
  - Geslacht Canthidium Erichson, 1847
  - Geslacht Catharsius Hope, 1837
    - = Catharsiocopris Balthasar, 1967

  - Geslacht Chalcocopris Burmeister, 1846
  - Geslacht Copridaspidus Boucomont, 1920
  - Geslacht Copris Müller, 1764
    - = Palaeocopris Pierce, 1946
    - = Microcopris Balthasar, 1958

  - Geslacht Coptodactyla Burmeister, 1846
    - = Boucomontia Paulian, 1933

  - Geslacht Dichotomius Hope, 1838
    - = Homocopris Burmeister, 1842
    - = Selenocopris Burmeister, 1842
    - = Pinotus Erichson, 1847
    - = Brachycopris Haldeman, 1848
    - = Pseudoheliocopris Ferriera, 1970

  - Geslacht Heliocopris Hope, 1837
  - Geslacht Holocephalus Hope, 1838
    - = Atrichius Gillet, 1907

  - Geslacht Isocopris Pereira et Martínez
  - Geslacht Litocopris Waterhouse, 1891
  - Geslacht Macroderes Westwood, 1876
  - Geslacht Metacatharsius Paulian, 1939
  - Geslacht Ontherus Erichson, 1847 59
  - Geslacht Pseudocopris Ferreira, 1960
  - Geslacht Pseudopedaria Felsche, 1904
  - Geslacht Synapsis Bates, 1868
    - = Homalocopris Solsky, 1871

  - Geslacht Thyregis Blackburn, 1904
    - = Arrowianella Paulian, 1933

  - Geslacht Xinidium Harold, 1869
    - = Parapinotus Harold, 1878

  - Geslacht Holocanthon Martínez & Pereira, 1956
- Geslachtengroep Deltochilini
  - = Canthonini
  - Geslacht Agamopus Bates, 1887
  - Geslacht Aleiantus Olsoufieff, 1947
  - Geslacht Amphistomus van Lansberge, 1871
  - Geslacht Anachalcos Hope, 1837
  - Geslacht Anisocanthon Martínez et Pereira, 1956
  - Geslacht Anomiopus Westwood, 1843
  - Geslacht Anonthobium Paulian, 1984
  - Geslacht Aphengoecus Péringuey, 1901
  - Geslacht Apotolamprus Olsoufieff, 1947
  - Geslacht Aptenocanthon Matthews, 1974
  - Geslacht Arachnodes Westwood, 1837
  - Geslacht Aulacopris White, 1859
  - Geslacht Baloghonthobium Paulian, 1986
  - Geslacht Bohepilissus Paulian, 1975
  - Geslacht Boletoscapter Matthews, 1974
  - Geslacht Byrrhidium Harold, 1869
  - Geslacht Caeconthobium Paulian, 1984
  - Geslacht Cambefortantus Paulian, 1986
  - Geslacht Canthochilum Chapin, 1934
  - Geslacht Canthon Hoffmannsegg, 1817
  - Geslacht Canthonella Chapin, 1930
  - Geslacht Canthonidia Paulian, 1939
  - Geslacht Canthonosoma MacLeay, 1871
  - Geslacht Canthotrypes Paulian, 1939
  - Geslacht Cephalodesmius Westwood, 1841
  - Geslacht Circellium Latreille, 1825
  - Geslacht Coproecus Reiche, 1841
  - Geslacht Cryptocanthon Balthasar, 1942
  - Geslacht Deltepilissus Periera, 1949
  - Geslacht Deltochilum Eschscholtz, 1822
  - Geslacht Diorygopyx Matthews, 1974
  - Geslacht Endroedyolus Scholtz et Howden, 1987
  - Geslacht Epactoides Olsoufieff, 1947
  - Geslacht Epilissus Reiche, 1841
  - Geslacht Epirinus Reiche, 1841
  - Geslacht Eudinopus Burmeister, 1840
  - Geslacht Falsignambia Paulian, 1987
  - Geslacht Gyronotus van Lansberge, 1874
  - Geslacht Hammondantus Cambefort, 1978
  - Geslacht Hansreia Halffter et Martínez, 1977
  - Geslacht Haroldius Boucomont, 1914
  - Geslacht Holocanthon Martinez et Pereira, 1956
  - Geslacht Ignambia Heller, 1916
  - Geslacht Janssensantus Paulian, 1976
  - Geslacht Labroma Sharp, 1873
  - Geslacht Lepanus Balthasar, 1966
  - Geslacht Macropanelus Ochi, Kon et Araya, 1998
  - Geslacht Madaphacosoma Paulian, 1975
  - Geslacht Malagoniella Martínez, 1961
  - Geslacht Megathopa Eschscholtz, 1822
  - Geslacht Megathoposoma Balthasar, 1939
  - Geslacht Melanocanthon Halffter, 1958
  - Geslacht Mentophilus Laporte de Castelnau, 1840
  - Geslacht Monoplistes van Lansberge, 1874
  - Geslacht Namakwanus Scholtz et Howden, 1987
  - Geslacht Nanos Westwood, 1837
  - Geslacht Nesovinsonia Martínez et Pereira, 1959
  - Geslacht Odontoloma Boheman, 1857
  - Geslacht Oficanthon Paulian, 1985
  - Geslacht Onthobium Reiche, 1860
  - Geslacht Outenikwanus Scholtz et Howden, 1987
  - Geslacht Panelus Lewis, 1895
  - Geslacht Paracanthon Balthasar, 1938
  - Geslacht Paronthobium Paulian, 1984
  - Geslacht Peckolus Scholtz et Howden, 1987
  - Geslacht Penalus Paulian, 1985
  - Geslacht Peyrierasantus Paulian, 1976
  - Geslacht Phacosoma Boucomont, 1914
  - Geslacht Phacosomoides Martínez et Pereira, 1959
  - Geslacht Pseudarachnodes Lebis, 1953
  - Geslacht Pseudignambia Paulian et Pluot-Sigwalt, 1984
  - Geslacht Pseudocanthon Bates, 1887
  - Geslacht Pseudonthobium Paulian, 1984
  - Geslacht Pseudophacosoma Paulian, 1975
  - Geslacht Pycnopanelus Arrow, 1931
  - Geslacht Saphobiamorpha Brookes, 1944
  - Geslacht Saphobius Sharp, 1873
  - Geslacht Sauvagesinella Paulian, 1934
  - Geslacht Scybalocanthon Martínez, 1948
  - Geslacht Scybalophagus Martínez, 1953
  - Geslacht Sikorantus Paulian, 1976
  - Geslacht Sinapisoma Boucomont, 1928
  - Geslacht Sphaerocanthon Olsoufieff, 1947
  - Geslacht Streblopus van Lansberge, 1874
  - Geslacht Sylvicanthon Halffter et Martínez, 1977
  - Geslacht Tanzanolus Scholtz et Howden, 1987
  - Geslacht Temnoplectron Westwood, 1841
  - Geslacht Tesserodon Hope, 1837
  - Geslacht Tetraechma Blanchard, 1843
  - Geslacht Vulcanocanthon Pereira et Martinez, 1960
  - Geslacht Xenocanthon Martinez, 1952
  - Geslacht Zonocopris Arrow, 1932
- Geslachtengroep Eucraniini
  - Geslacht Anomiopsoides Blackwelder, 1944
  - Geslacht Ennearabdus van Lansberge, 1874
  - Geslacht Eucranium Brullé, 1834
  - Geslacht Glyphoderus Westwood, 1837
- Geslachtengroep Gymnopleurini
  - Geslacht Allogymnopleurus Janssens, 1940
  - Geslacht Garreta Janssens, 1940
  - Geslacht Gymnopleurus Illiger, 1803
  - Geslacht Paragymnopleurus Shipp, 1897
- Geslachtengroep Oniticellini Kolbe, 1905
  - Ondergeslachtengroep Attavicina Philips, 2016
    - Geslacht Attavincinus Philips & Bell, 2008
    - Geslacht Paroniticellus Balthasar, 1963

  - Ondergeslachtengroep Drepanocerina van Lansberge, 1875
    - Geslacht Afrodrepanus
    - Geslacht Clypeodrepanus
    - Geslacht Cyptochirus
    - Geslacht Drepanocerus
    - Geslacht Drepanoplatynus
    - Geslacht Eodrepanus
      - Eodrepanus striatulus (Paulian, 1945)

    - Geslacht Epidrepanus Roggero, Barbero & Palestrini, 2015
    - Geslacht Ixodina
    - Geslacht Latodrepanus
    - Geslacht Paraixodina
    - Geslacht Sinodrepanus
      - Sinodrepanus falsus (Sharp, 1875)

    - Geslacht Tibiodrepanus
      - Tibiodrepanus hircus (Wiedemann, 1823)
      - Tibiodrepanus kazirangensis (Biswas, 1980)[5]
      - Tibiodrepanus setosus (Wiedemann, 1823)
      - Tibiodrepanus sinicus (Harold, 1868)

  - Ondergeslachtengroep Eurysternina Vulcano, Martínez and Pereira, 1961
    - Geslacht Eurysternus

  - Ondergeslachtengroep Helictopleurina Janssens, 1946
    - Geslacht Helictopleurus
      - = Heterosyphus

  - Ondergeslachtengroep Liatongina Philips, 2016
  - Ondergeslachtengroep Oniticellina Kolbe, 1905
    - Geslacht Anoplodrepanus
    - Geslacht Euoniticellus
    - Geslacht Liatongus Reitter, 1893
      - Liatongus affinis (Arrow, 1908)
      - Liatongus mergacerus (Hope, 1831)
      - Liatongus rhinoceros Arrow, 1931

    - Geslacht Nitiocellus
    - Geslacht Oniticellus
    - Geslacht Scaptocnemis
    - Geslacht Scaptodera
    - Geslacht Tiniocellus Péringuey, 1901
      - Tiniocellus imbellis (Bates, 1891)
      - Tiniocellus spinipes (Roth, 1851)

    - Geslacht Tragiscus
    - Geslacht Yvescambefortius
- Geslachtengroep Onitini
  - Geslacht Acanthonitis Janssens, 1937
  - Geslacht Afrodrepanus Krikken, 2009
  - Geslacht Allonitis Janssens, 1936
  - Geslacht Anonychonitis Janssens, 1950
  - Geslacht Aptychonitis Janssens, 1937
  - Geslacht Bubas Mulsant, 1842
  - Geslacht Cheironitis van Lansberge, 1875
  - Geslacht Gilletellus Janssens, 1937
  - Geslacht Heteronitis Gillet, 1911
  - Geslacht Kolbeellus Jacobson, 1906
  - Geslacht Lophodonitis Janssens, 1938
  - Geslacht Megalonitis Janssens, 1937
  - Geslacht Neonitis Péringuey, 1901
  - Geslacht Onitis Fabricius, 1798
  - Geslacht Platyonitis Janssens, 1942
  - Geslacht Pleuronitis van Lansberge, 1883
  - Geslacht Pseudochironitis Ferreira, 1977
  - Geslacht Tropidonitis Janssens, 1937
- Geslachtengroep Onthophagini Lacordaire, 1856
  - Geslacht Alloscelus Boucomont, 1923
  - Geslacht Amietina Cambefort, 1981
  - Geslacht Anoctus Sharp, 1875
  - Geslacht Caccobius Thomson, 1859
  - Geslacht Cambefortius Branco, 1989
  - Geslacht Cleptocaccobius Cambefort, 1984
  - Geslacht Cyobius Sharp, 1875
  - Geslacht Disphysema Harold, 1873
  - Geslacht Dorbignyolus Branco, 1989
  - Geslacht Eusaproecius Branco, 1989
  - Geslacht Haroldius Boucomont, 1914
  - Geslacht Heteroclitopus Péringuey, 1901
  - Geslacht Hyalonthophagus Palestrini & Giacone, 1988
  - Geslacht Krikkenius Branco, 1992
  - Geslacht Megaponerophilus Janssens, 1949
  - Geslacht Milichus Péringuey, 1901
  - Geslacht Mimonthophagus Balthasar, 1963
  - Geslacht Neosaproecius Branco, 1990
  - Geslacht Onthophagus Latreille, 1802
  - Geslacht Phalops Erichson, 1847
  - Geslacht Pinacopodius Branco, 1992
  - Geslacht Pinacotarsus Harold, 1875
  - Geslacht Pseudosaproecius Balthasar, 1941
  - Geslacht Stiptocnemis Branco, 1989
  - Geslacht Stiptopodius Harold, 1871
  - Geslacht Stiptotarsus Branco, 1989
  - Geslacht Sukelus Branco, 1992
  - Geslacht Tomogonus d'Orbigny, 1904
  - Geslacht Walterantus Cambefort, 1977
- Geslachtengroep Parachoriini Tarasov, 2017[6]
  - Geslacht Parachorius Harold, 1873[7]
    - =[6] Cassolus Sharp, 1875[8]
    - = Heteroateuchus Paulian, 1935[9]
- Geslachtengroep Phanaeini
  - Geslacht Bolbites Harold, 1868
  - Geslacht Coprophanaeus Olsoufieff, 1924
  - Geslacht Dendropaemon Perty, 1830
  - Geslacht Diabroctis Gistl, 1857
  - Geslacht Gromphas Brullé, 1837
  - Geslacht Homalotarsus Janssens, 1932
  - Geslacht Megatharsis Waterhouse, 1891
  - Geslacht Oruscatus Bates, 1870
  - Geslacht Oxysternon Laporte de Castelnau, 1840
  - Geslacht Phanaeus Macleay, 1819
  - Geslacht Sulcophanaeus Olsoufieff, 1924
  - Geslacht Tetramereia Klages, 1907
- Geslachtengroep Scarabaeini
  - Geslacht Drepanopodus
  - Geslacht Escarabaeus
  - Geslacht Kheper
  - Geslacht Pachylomera
  - Geslacht Pachysoma
  - Geslacht Scarabaeolus
  - Geslacht Scarabaeus
  - Geslacht Sceliages
- Geslachtengroep Sisyphini
  - Geslacht Neosisyphus Müller, 1942
  - Geslacht Nesosisyphus Vinson, 1946
  - Geslacht Sisyphus Latreille, 1807